# Forest River (Dakota del Norte)
Forest River es una ciudad ubicada en el condado de Walsh en el estado estadounidense de Dakota del Norte. En el censo de 2010 tenía una población de 125 habitantes y una densidad poblacional de 96,14 personas por km².

## Geografía
Forest River se encuentra ubicada en las coordenadas 48°13′00″N 97°28′14″O / 48.21667, -97.47056. Según la Oficina del Censo de los Estados Unidos, Forest River tiene una superficie total de 1.3 km², de la cual 1.3 km² corresponden a tierra firme y (0%) 0 km² es agua.

## Demografía
Según el censo de 2010, había 125 personas residiendo en Forest River. La densidad de población era de 96,14 hab./km². De los 125 habitantes, Forest River estaba compuesto por el 99.2% blancos, el 0% eran afroamericanos, el 0% eran amerindios, el 0% eran asiáticos, el 0% eran isleños del Pacífico, el 0% eran de otras razas y el 0.8% pertenecían a dos o más razas. Del total de la población el 16% eran hispanos o latinos de cualquier raza.